# Nycticeius
Nycticeius és un gènere de ratpenats vespertiliònids, format per només tres espècies. Algunes autoritats inclouen algunes altres espècies del Vell món dins el gènere, però recents estudis genètics demostren que el gènere està format exclusivament per espècies del Nou món.

## Taxonomia
- Nycticeius aenobarbus (Temminck, 1840)
- Nycticeius cubanus (Gundlach, 1861)
- Nycticeius humeralis (Rafinesque, 1818)
  - Nycticeius humeralis humeralis (Rafinesque, 1818)
  - Nycticeius humeralis mexicanus (Davis, 1944)
  - Nycticeius humeralis subtropicalis (Schwartz, 1951)

## Estat de conservació
Totes tres espècies apareixen a la Llista Vermella de la UICN.